# Николаос Пинопулос
Николаос Пинопулос или Коле Пинза (на гръцки: Νικόλαος Πινόπουλος) е гъркомански революционер, деец на гръцката въоръжена пропаганда в Македония от началото на XX век.

## Биография
Николаос Пинопулос е роден в леринското арванито-влашко село Негован, тогава в Османската империя. Племенник е на андартския деец Георги Сидер. Работи като потераджия на турска служба.
Привлечен е от Германос Каравангелис и Йон Драгумис на гръцки страна и оглавява своя чета, която сътрудничи с Павлос Мелас и действа в Леринско, Корещата и Кайлярско.